# Мальбагуш
Мальбагу́ш (тат. Мәлбагыш) — село в Азнакаевском районе Республики Татарстан, административный центр Мальбагушского сельского поселения.

## Этимология
Топоним произошел от гидронима «Мәлбагыш» (Мальбагуш).

## География
Село находится в верховье реки Мелля, в 30 км к северо-западу от города Азнакаево.

## История
В «Списке населенных мест по сведениям 1859 года», изданном в 1864 году, населённый пункт упомянут как казённая деревня Верхнее Янеево (Мальбагуш) 1-го стана Бугульминского уезда Самарской губернии. Располагалась при речке Мальбагуше, по левую сторону просёлочного тракта из Бугульмы в Мензелинск, в 45 верстах от уездного города Бугульмы и в 30 верстах от становой квартиры в казённой и башкирской деревне Альметева (Альметь-муллина). В деревне в 82 дворах жили 622 человека (301 мужчина и 321 женщина). Была мечеть.

## Население
| 1859 | 1889 | 1910 | 1920 | 1926 | 1938 | 1949 | 1958 | 1970 | 1979 | 1989 | 2002 | 2010 | 2015 | 2016 |
| ---- | ---- | ---- | ---- | ---- | ---- | ---- | ---- | ---- | ---- | ---- | ---- | ---- | ---- | ---- |
| 622  | 1200 | 1649 | 1672 | 1683 | 1204 | 868  | 861  | 855  | 746  | 594  | 582  | 544  | 522  | 528  |

Национальный состав села: татары.

## Религия
Мечеть (с 1999 года).